# Dorothy McGuire
Dorothy Hackett McGuire (14. června 1916 – 13. září 2001) byla americká herečka a modelka.

## Život

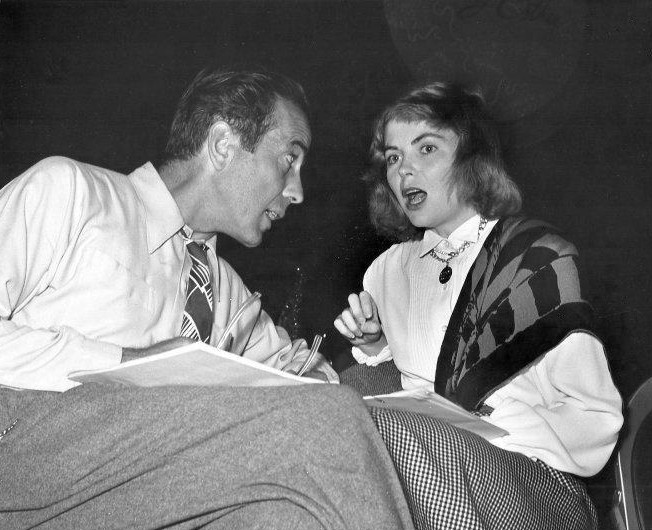
Dorothy McGuire a Humphrey Bogart při vystoupení v rádiu (1945)

### Mládí a začátek kariéry
Narodila se 14. června 1916 v Omaze jako jediné dítě Thomase Johnsona McGuira a jeho manželky Isabelle Flaherty McGuirové. Zájem o herectví v ní již v dětství vzbudili její rodiče a na jevišti v divadle Omaha Community Playhouse se poprvé objevila již ve 13 letech ve hře A Kiss for Cinderella (~ Polibek pro Popelku). Jejím hereckým partnerem byl tehdy také začínající Henry Fonda, který se do rodné Nebrasky vrátil po několika úspěších na Broadwayi.
Krátce po smrti svého otce začala Dorothy navštěvovat klášterní školu v Indianapolis a než zahájila svou hereckou kariéru, vystudovala také soukromou vysokou školu Pine Manor Junior College. V devatenácti letech si po studiu našla práci jako modelka pro agenturu Walter Thornton Model Agency založenou bývalým modelem Walterem C. Thorntonem a před odjezdem do New Yorku se v roce 1937 objevila na několika fotografiích z letní kolekce. V New Yorku začala vystupovat v rádiu, kde hrála v seriálu Big Sister (1937) a o rok později se také zúčastnila jednoho z prvních experimentálních televizních vysílání (tehdy v roce 1938 byly televizní přijímače stále v plenkách, avšak první televizní stanice vznikaly už od roku 1928).
Dorothy tehdy požádal divadelní producent Jed Harris, aby se podívala na neúspěšnou broadwayskou divadelní hru Stop Over, která se dočkala pouhých 23 představení. Dorothy se při té příležitosti stala náhradnicí Marthy Scottové ve hře Our Town a ještě téhož roku její roli nakonec převzala. Brzy po svém návratu k divadlu se vydala s Johnem Barrymorem na turné se hrou My Dear Children a o rok později začala vystupovat i s Bennym Goodmanem v revue Swingin' the Dream. Na přelomu 30. a 40. let si zahrála také ve hrách Medicine Show či Kind Lady. Velkou pozornost jí však přinesla až titulní role v komedii Caludia, která se během let 1941–1943 hrála celkem 772krát.
Tehdy udělala dojem i na vlivného producenta a šéfa filmového studia RKO Pictures Davida O. Selznicka, který jí nabídl smlouvu a přivedl ji do Hollywoodu. Svůj filmový debut si odbyla ve snímku Claudia (1943) – filmové adaptaci její nejúspěšnější broadwayské hry. Přestože ji Selznick nazval rozenou herečkou, hraní před kamerou v ní oproti divadlu vyvolávalo malou trému, ale ve studiu si brzy vysloužila pověst milé a spolupracující herečky. Do dalšího snímku ji obsadili opět po boku Roberta Younga a z romantického filmu The Enchanted Cottage (1945) se brzy stal kasovní trhák. Hned poté ji studio 20th Century Fox na základě smlouvy s RKO Pictures obsadilo do dramatu V Brooklynu roste strom (1945), kde nahradila těhotnou Gene Tierneyovou a i tentokrát film sklidil velký úspěch.

### Pozdější kariéra

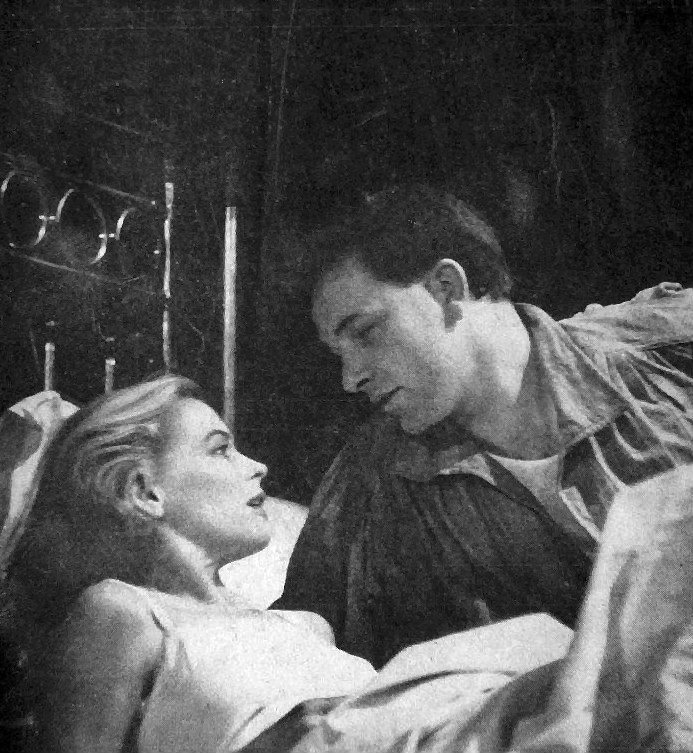
Dorothy McGuire a Richard Burton v divadelní hře Legend of Lovers (1952)

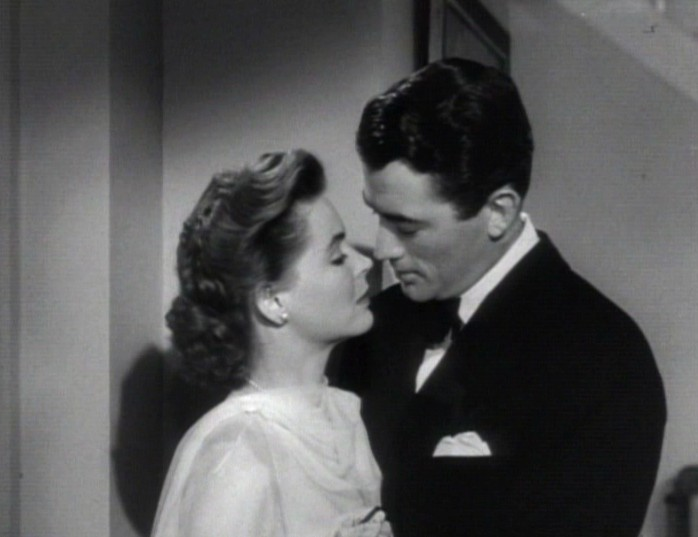
Dorothy McGuire s Gregory Peckem ve filmu Džentlemanská dohoda

Během 40. let se objevila ve spoustě dalších úspěšných filmů, mezi které patří například thriller Točité schodiště (1946), komedie Claudia and David (1946) či romantické drama Džentlemanská dohoda (1947). Několik rolí však z osobních důvodů odmítla a některé z jejích dalších plánovaných filmů nebyly nikdy natočeny. Koncem dekády se také vrátila k práci v rádiu, a kromě filmových rolí ztvárnila i roli Sue Evansové v rádiovém seriálu Big Sister. Dále účinkovala také v seriálech jako Joyce Jordan, M.D., This Is My Best nebo Screen Directors Playhouse. V roce 1950 se po třech letech vrátila zpět k filmu a pro studio Fox natočila rovnou dva filmy (Mother Didn't Tell Me a Mister 880), žádný z nich však příliš úspěchu nesklidil. O rok později se proto také zaměřila na televizní produkci a debutovala v jedné epizodě televizního seriálu Robert Montgomery Presents (1951).
Téhož roku však dostala od studia Metro-Goldwyn-Mayer nabídku na roli ve westernu Callaway Went Thataway (1951), na kterou kývla a následně k ní přidala i druhý snímek Chci tě! (1951). Hned poté se však vrátila na Broadway, kde po krátkou dobu hrála ve hře Legend of Lovers. Její filmová kariéra jí spolu s dalšími snímky začala pomalu upadat, ale v roce 1954 jí značně pomohlo romantické drama Three Coins in the Fountain, ze kterého se stal obrovský trhák. Na tento úspěch navázala o rok později po několika seriálových epizodách dalším velmi úspěšným dramatem Trial (1955), kde si zahrála milenku Glenna Forda. Její následující snímek Přesvedčení (1956) odstartoval její pravidelné obsazování do rolí matek a manželek, ve kterých se uvedla například ve filmech jako Zrzoun (1957), The Remarkable Mr. Pennypacker (1959), This Earth Is Mine (1959), The Dark at the Top of the Stairs (1960) či Švýcarský Robinson (1960). Podobné role ji potkávaly až do roku 1965, kdy pozastavila svou filmovou kariéru a z filmového průmyslu se na řadu let stáhla.

K filmu se opět vrátila v roce 1971 a k televizi o rok později. Její pozdní herecká tvorba zahrnovala již jen několik nevýznamných snímků, pár televizních filmů a spoustu epizod v mnoha různých seriálech. V roce 1982 také pronesla: 
„Miluji svou kariéru, ale nikdy jsem o ní příliš neuvažovala, o tom, jak ji rozvíjet. Dodnes nevím, jakou podobu má vlastně hollywoodská kariéra. Nikdy jsem nebyla typická kráska. Neměla jsem žádnou image, takže jsem se ve spoustě věcí ocitla náhodou.“ 
Dorothy McGuirová byla více než 35 let vdaná za fotografa Johna Swopea, se kterým vychovala syna Marka a dceru Mary (později herečka známá pod uměleckým jménem Topo Swope). Zemřela na zástavu srdce 13. září 2001 ve věku 85 let.

## Filmografie

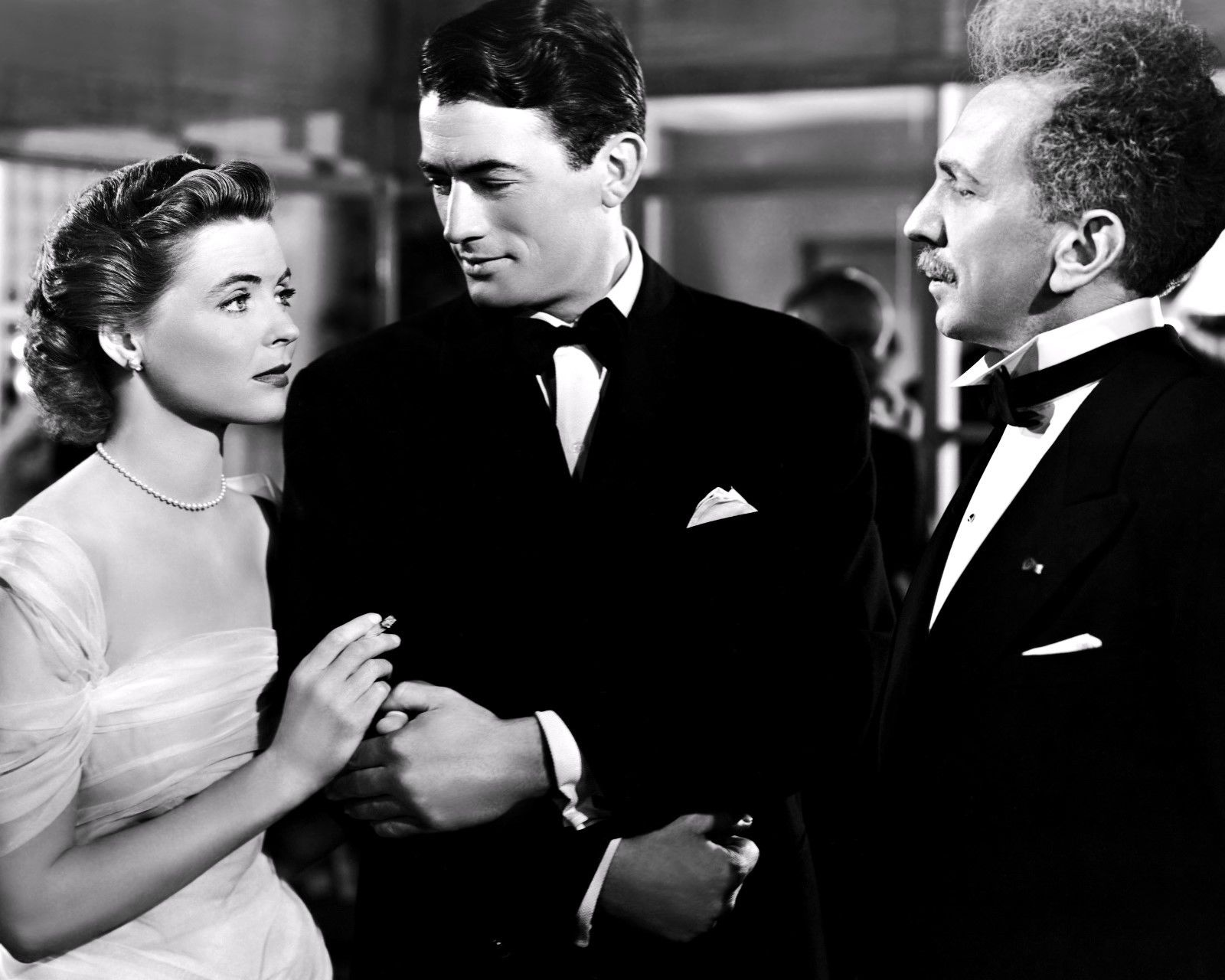
Dorothy McGuire, Gregory Peck a Sam Jaffe ve filmu Džentlemanská dohoda (1947)

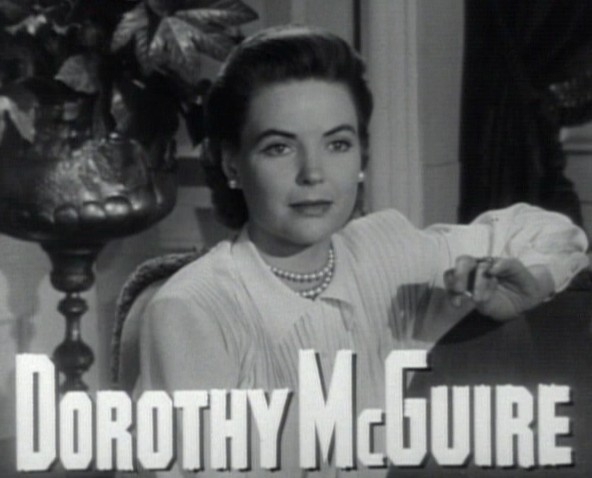
Dorothy McGuire ve filmu Džentlemanská dohoda (1947)

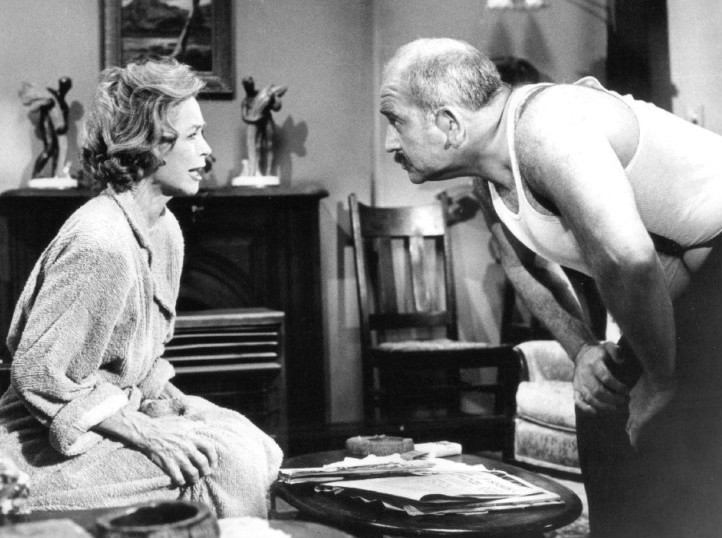
Dorothy McGuire a Ed Asner v seriálu Rich Man, Poor Man (1976)

### Filmy
- 1943 Claudia (režie Edmund Goulding)
- 1944 Reward Unlimited (režie Jacques Tourneur, krátkometrážní)
- 1945 The Enchanted Cottage (režie John Cromwell)
- 1945 V Brooklynu roste strom (režie Elia Kazan)
- 1946 Točité schodiště (režie Robert Siodmak)
- 1946 Claudia and David (režie Walter Lang)
- 1946 Navždy (režie Edward Dmytryk)
- 1947 Džentlemanská dohoda (režie Elia Kazan)
- 1950 Mother Didn't Tell Me (režie Claude Binyon)
- 1950 Mister 880 (režie Edmund Goulding)
- 1951 Callaway Went Thataway (režie Norman Panama a Melvin Frank)
- 1951 Chci tě! (režie Mark Robson)
- 1952 Invitation (režie Invitation)
- 1954 Make Haste to Live (režie William A. Seiter)
- 1954 Three Coins in the Fountain (režie Jean Negulesco)
- 1955 Trial (režie Mark Robson)
- 1956 Přesvedčení (režie William Wyler)
- 1957 Zrzoun (režie Robert Stevenson)
- 1959 The Remarkable Mr. Pennypacker (režie Henry Levin)
- 1959 This Earth Is Mine (režie Henry King)
- 1959 A Summer Place (režie Delmer Daves)
- 1960 The Dark at the Top of the Stairs (režie Delbert Mann)
- 1960 Švýcarský Robinson (režie Ken Annakin)
- 1961 Susan Slade (režie Delmer Daves)
- 1963 Summer Magic (režie James Neilson)
- 1965 Největší příběh všech dob (režie George Stevens a David Lean a Jean Negulesco)
- 1971 Flight of the Doves (režie Ralph Nelson)
- 1973 Racek Jonathan Livingston (režie Hall Bartlett)
- 1987 Letní žár (režie Michie Gleason)

### TV filmy
- 1972 She Waits (režie Delbert Mann)
- 1972 Another Part of the Forest (režie Daniel Mann)
- 1975 The Runaways (režie Harry Harris)
- 1979 Návrat doktorky Laurelové (režie Guy Green)
- 1983 Ghost Dancing (režie Ghost Dancing)
- 1985 American Geisha (režie Lee Philips)
- 1985 Amos (režie Michael Tuchner)
- 1985 Between the Darkness and the Dawn (režie Peter Levin)
- 1990 Caroline? (režie Joseph Sargent)
- 1990 Poslední nejlepší rok mého života (režie John Erman)

### Seriály
- 1951 Robert Montgomery Presents (1 epizoda)
- 1954 The United States Steel Hour (1 epizoda)
- 1954 Lux Video Theatre (1 epizoda, režie Buzz Kulik)
- 1954 The Best of Broadway (1 epizoda, režie Sidney Lumet)
- 1954–1956 Climax! (2 epizody, režie John Frankenheimer a William H. Brown Jr.)
- 1976 Rich Man, Poor Man (7 epizod)
- 1978 Little Women (2 epizody, režie David Lowell Rich)
- 1982–1984 The Love Boat (2 epizody, režie Ted Lange a Richard Kinon)
- 1983 Ostrov šílených fantazií (1 epizoda, režie Philip Leacock)
- 1984 The Young and the Restless (1 epizoda, režie Dennis Steinmetz)
- 1985 Hotel (1 epizoda, režie Charles S. Dubin)
- 1985 Glitter (1 epizoda, režie John Patterson)
- 1986 St. Elsewhere (3 epizody, režie Bruce Paltrow, Mark Tinker a Allan Arkush)
- 1986–1988 Highway to Heaven (3 epizody, režie Michael Landon)
- 1988 American Playhouse (1 epizoda, režie Jack O'Brien)